# إنقولف بيدرسن
إنقولف بيدرسن (بالنرويجية البوكمول: Ingolf Pedersen)‏ (7 ديسمبر 1890 في النرويج - 2 يناير 1964 في النرويج) هو لاعب كرة قدم نرويجي في مركز حراسة المرمى، شارك في الألعاب الأولمبية الصيفية 1912. وشارك مع منتخب النرويج لكرة القدم. أما مع النوادي، فقد لعب مع نادي أود.

## وصلات خارجية
- إنقولف بيدرسن على موقع اتحاد النرويج (النرويجية)
- إنقولف بيدرسن على موقع قاعدة بيانات كرة القدم.إي يو (الإنجليزية)
- إنقولف بيدرسن على موقع ناشيونال فوتبول تيمز (الإنجليزية)
- إنقولف بيدرسن على موقع عالم كرة القدم.نت (الإنجليزية)
- إنقولف بيدرسن على موقع أوليمبيديا (الإنجليزية)